# Rudolf Krieg
Rudolf Heinrich Krieg (* 2. Februar 1927 in Neustadt an der Weinstraße; † 8. Februar 1988) war ein deutscher Theater-, Film- und Fernsehschauspieler und Regisseur.
Krieg wirkte in deutschen Fernsehserien der 1960er und frühen 1970er Jahre als Haupt- und Gastdarsteller mit, so in Fernfahrer (1963–67), Die Familie Hesselbach (1966), Tatort (1973) und Telerop 2009 – Es ist noch was zu retten (1974). An Filmen sind zu nennen Kein Hüsung (1954) und Love from a Stranger (dt.: Ein Fremder klopft an) (1967). Daneben war er klassischer Theaterschauspieler, so in Penthesilea, von dessen Diomedes noch eine Fernsehaufzeichnung einer Frankfurter Aufführung von 1963 gelegentlich gesendet wird. Außerdem synchronisierte Krieg Hörspiele, z. B. von Karl May, und war später Regisseur und Theaterleiter und Theateragent ZBF.
1972 inszenierte er am Theater Augsburg Bertolt Brechts Leben des Galilei.
Rudolf Krieg war mit der Schauspielerin Eva Kotthaus (1932–2020) verheiratet.

## Filmografie
- 1954: Kein Hüsung
- 1962: Egmont (TV)
- 1963: Penthesilea (TV)
- 1963–1967: Fernfahrer (TV-Serie)
- 1964: Umbruch (TV)
- 1965: Der Kandidat (TV)
- 1965: Schicken Sie mir einen Dollar! (TV)
- 1966: Die Firma Hesselbach, Folge: … und der Feind (TV-Serie)
- 1967: Ein Fremder klopft an (TV)
- 1969: Langeweile (TV)
- 1970: Nachbarn (TV)
- 1971: Die Stimme hinter dem Vorhang (TV)
- 1973: Tatort, Folge: Stuttgarter Blüten (TV-Reihe)
- 1974: Telerop 2009 – Es ist noch was zu retten, Folge: Eisberge (TV-Serie)
- 1980: Achtung Zoll! (TV-Reihe)

## Theater
- 1952: William Shakespeare: Hamlet (Hamlet) – Regie: Hans Geißler (Städtische Bühnen der Stadt Magdeburg)
- 1954: Alexander N. Ostrowski: Ohne Schuld schuldig – Regie: Karl Görs (Staatstheater Dresden – Kleines Haus)
- 1955: Heinrich von Kleist: Prinz Friedrich von Homburg oder die Schlacht bei Fehrbellin (Prinz von Homburg) – Regie: Fritz Wendel (Staatstheater Dresden)
- 1955: Friedrich Schiller: Wallenstein (Max) – Regie: Hannes Fischer (Staatstheater Dresden)